# Iniciativa Liberal
Iniciativa Liberal (IL), Portugees voor "Liberaal Initiatief", is een centrumrechtse liberale politieke partij in Portugal.
De partij heeft een libertaire economische visie, inclusief steun voor een vlakke inkomstenbelasting, privatiseringen en liberalisering van de arbeidsmarkt, evenwel gekoppeld aan de instandhouding van een rechtvaardige en universele welvaartsstaat. In andere dimensies van het leven geeft de partij de voorkeur aan opvattingen die zijn afgestemd op cultureel en seculier liberalisme.

## Geschiedenis
In november 2017 werd de partij toegelaten tot de Partij van de Alliantie van Liberalen en Democraten voor Europa. Bij de Europese Parlementsverkiezingen 2019 kon de partij met 0,9% van de Portugese stemmen geen zetel in het Europees Parlement behalen.
De partij onder leiding van toenmalig voorzitter Carlos Guimarães Pinto kwam een eerste maal nationaal op bij de parlementsverkiezingen van 2019 en behaalde 67.681 stemmen wat staat voor 1,3% van de uitgebrachte stemmen.  Het IL behaalde hiermee een enkele zetel in de Assembleia da República.
Bij de Portugese gemeenteraadsverkiezingen van 2021 won de partij 26 zetels in verschillende gemeenteraden.
In 2022 kwam de partij onder leiding van voorzitter João Cotrim de Figueiredo. Hij zorgde bij de parlementsverkiezingen van 2022 voor een resultaat van 268.414 stemmen of 5,0%. Het IL ging van 1 naar 8 van de 230 zetels.
Onder leiding van voorzitter Rui Rocha behaalde het IL in 2024 bij de parlementsverkiezingen van 2024 312.033 stemmen (5,1%) waarmee ze hun zetelaantal van 8 van de 230 zetels van de Assembleia da República konden behouden.